# كريغ براون
كريغ براون (بالإنجليزية: Craig Brown)‏، من مواليد 1 يوليو 1940 في هاميلتون في اسكتلندا، لاعب كرة قدم اسكتلندي سابق، ومدرب كرة قدم اسكتلندي سابق.
لعب مع نادي رينجرز منذ عام 1958 وحتى عام 1962.
درب منتخب اسكتلندا لكرة القدم في عام 1993 وحتى عام 2001.

## روابط خارجية
- كريغ براون على موقع قاعدة بيانات كرة القدم.إي يو (الإنجليزية)
- كريغ براون على موقع ناشيونال فوتبول تيمز (الإنجليزية)
- كريغ براون على موقع Soccerbase.com (مدرب) (الإنجليزية)
- كريغ براون على موقع Soccerway.com (الإنجليزية)